# Boucle de flux magnétique
Une boucle de flux magnétique est une boucle de fil conducteur placée à l'intérieur d'un plasma perpendiculairement aux lignes de champ magnétique. Les changements de champ créent un courant dans la boucle, qui peut être interprété pour mesurer les propriétés du plasma. Les boucles de flux magnétique sont des outils de diagnostic clés dans la recherche sur l'énergie de fusion.

## Théorie

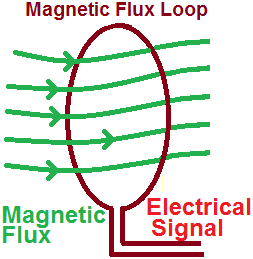
Boucle de flux magnétique.

Une boucle de flux magnétique est une boucle de fil conducteur. Lorsque le champ magnétique qui traverse la boucle varie, il génère une tension par la loi d'induction de Faraday, générant un courant électrique. Celui-ci peut être mesuré, ce qui permet de déduire le flux magnétique. La tension induite est déterminée par :
{\displaystyle V(t)=N*S*{\frac {{\text{d}}B(t)}{{\text{d}}t}},}
où t représente le temps, V la tension électrique, S la surface de la boucle et B l’intensité du champ magnétique. En règle générale, il faut intégrer le signal sur une période de temps pour obtenir le champ magnétique à un instant donné (le changement du champ magnétique ne suffit pas). Cela se fait normalement en ajoutant un circuit intégrateur qui intégrera passivement le signal électrique :
{\displaystyle V={\frac {N*S*B}{R*C}},}
où R et C sont respectivement la résistance et la capacité électrique du circuit.

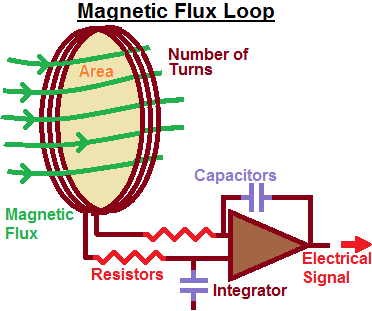
Boucle de flux magnétique avec intégrateur de circuit.

## Utilisations courantes
Les boucles de flux magnétique sont couramment utilisée dans les tokamaks, les miroirs magnétiques, les configurations à champ inversé, l'expérience du dipôle en lévitation et le polywell,. Dans les tokamaks, un ensemble de plusieurs boucles est utilisé. Elles sont positionnées légèrement décentrées et non concentriques. Le placement asymétrique des boucles permet aux opérateurs de mesurer la densité du champ magnétique en différents points à l'intérieur du tokamak. La distance entre les boucles a été déterminée par Vitaly Shafranov et est parfois appelée « distance de Shafranov ».